# 彼氏冰鰕虎魚
彼氏冰鰕虎魚（學名：Leucopsarion petersii），日本稱為素魚或白魚，蝦虎魚科魚類，在日本常被捕捉作食用，更有人把牠們活生生地放入清酒中飲用。此小魚身體透明，生態和形狀與都與銀魚相似，容易混淆。不過，彼氏冰鰕虎魚與銀魚是完全無近親關係的魚。

## 分佈地域
分佈於日本及朝鮮半島。

## 習性
親魚於春天在河的下游產卵，魚苗孵化後游向大海，從夏天到翌年的春天在沿岸捕食浮游生物成長。過冬後成熟的魚再次集聚到下游產卵，雄性於石頭下挖巢讓雌魚產卵。產卵後雌魚死亡，雄性會保護魚卵直到孵化，之後結束短短的一年的生命。

## 外部連結
- Fishbase